# Off-Broadway
Off-Broadway ist in New York City zwischen Broadway und Off-Off-Broadway die mittlere der drei großen Kategorien für Theater.

## Geschichte
Früher war diese Einteilung wörtlich zu nehmen und daher einfach nachzuvollziehen: Die Broadway-Theater lagen direkt im gleichnamigen Theaterviertel von New York City. Die Off-Broadway-Bühnen befanden sich etwas abseits, und ganz außerhalb des theater district gab es noch die Off-Off-Broadway-Theater. Ein Off-Broadway Theater darf nicht mehr als 500 Sitzplätze haben; ein Off-Off-Broadway Theater nicht mehr als 99.
Off-Broadway-Theater sind in den Jahren vor 1960 entstanden; weil sie weniger Sitzplätze hatten und weniger aufwendige Inszenierungen führten, waren sie finanziell unabhängiger als die großen Theater. Dafür betonten sie den künstlerischen Anspruch und Mut zur Innovation. Anspruchsvolle Autoren wie Tschechow, Ibsen und Genet wurden gespielt, aber auch ganz unbekannte. Amerikanische Gegenwartsstücke wie Edward Albees The Zoo Story oder Jack Gelbers The Connection gelangten durch Off-Broadway zur allgemeinen Bekanntheit. Durch Joseph Papps Initiative wurde ab 1954 das New York Shakespeare Festival im Central Park aufgeführt, was im strengen Sinn auch Off-Broadway war. Papps Public Theater gilt als das wohl erfolgreichste Off-Broadway-Theater, auch wenn es am Broadway liegt.
Um das Jahr 2000 gab es über hundert Off-Broadway-Theater in New York City, die meisten von ihnen arbeiten ohne Profitmotiv. Die folgenden avancierten zu etablierten Häusern: Fourth Street Theater, Circle in the Square, Ensemble Studio Theater/Youngblood, und The Roundabout Theatre Company, um nur einige zu nennen.
Im deutschen Sprachraum hat die amerikanische Terminologie den Begriff Off-Theater bzw. Off-Off-Theater angeregt.

## Off-Broadway-Musicals
Oft verlagerte man Stücke, die sich Off-Broadway bewährt hatten, nach kurzer Laufzeit auf eine Broadway-Bühne. Berühmte Beispiele sind die Musicals Hair (Off-Broadway-Premiere am 17. Oktober 1967, Broadway-Premiere am 29. April 1968) und A Chorus Line (Off-Broadway am 16. April, Broadway am 25. Juli 1975). Off-Broadway-Musicals sind heute im Allgemeinen nicht mehr große Produktionen, die wegen unsicherer Erfolgschancen in kleinen Theatern landen, sondern kleinere Stücke, die ein Kontrastprogramm zu aufwändigen Broadway-Shows darstellen. So kam etwa 1982, als am Broadway gerade die pathetischen, durchkomponierten Werke im Stil von Les Misérables im Kommen waren, das mittlerweile zum Kultstück avancierte Off-Broadway-Musical Der kleine Horrorladen heraus.